# Cristian Romero
Cristian Gabriel Romero, född 27 april 1998, är en argentinsk fotbollsspelare som spelar som försvarare för Tottenham Hotspur och Argentinas landslag. 
Romero började sin proffskarriär 2016 som en akademiprodukt av Belgrano. Han flyttade till Italien 2018 efter att ha värvats av Genoa. Säsongen därpå värvades Romero av Juventus och lånades direkt tillbaka till Genoa för ännu en säsong. Efter att ha utnämnts till Serie A:s bästa försvarare säsongen 2020/2021 med Atalanta valde klubben att trigga köpvillkoret för $13,5 miljoner, för att sedan direkt sälja honom vidare till engelska Tottenham Hotspur för £47 miljoner.
Romero representerade Argentinas U20-landslag i Sydamerikanska U20-mästerskapet i fotboll 2017. Han gjorde sin seniordebut 2021 och var en del av laget som vann Copa América 2021.

## Klubbkarriär

### Belgrano
Efter att ha gått in i klubbens akademi 2014 befordrades han till Belgranos A-lag 2016, som då spelade i Primera División de Argentina, Argentinas främsta fotbollsliga. Han spelade sin debut den 28 augusti samma år i en ligamatch mot Independiente. En månad senare spelade Romero i båda av klubbens Copa Sudamericana 2016 sextondelsfinalmatcher mot Coritiba. I de två säsonger han spenderade med klubbens A-lag spelade han 19 matcher i alla tävlingar sammanlagt.

### Genoa
I juni 2018 värvades Romero av Serie A klubben Genoa. Romero satte sitt första mål för klubben under hans andra match, en ligamatch mot Udinese som slutade 2–2. Han fick även ett rött kort senare i samma match. Den 9 juli meddelade Juventus att de gjorde en fysisk undersökning på Romero inför en eventuell övergång.

### Juventus
Den 12 juli 2019 meddelade Juventus att de hade värvat Romero för €26 miljoner, men även att han direkt lånas tillbaka till Genoa för ännu en säsong.
Den 5 september 2020 gick Romero till Atalanta på ett säsongslångt lån med en köplklausul. Romero utnämndes till Serie A:s bästa försvarare av säsongen 2020/2021.

### Tottenham Hotspur
Den 6 augusti 2021 meddelade Juventus att Atalanta hade aktiverat köpklausulen på Romero för €16 miljoner. Senare samma dag meddelade Tottenham Hotspur att de hade värvat den Argentinska spelaren för en summa på €55 miljoner. Han gjorde sin debut för Londonklubben den 15 augusti, då han byttes med Pierre-Emile Højbjerg i de sista minuterna av en 1–0 vinst mot Manchester City i Premier League. Den 19 augusti 2021 spelade Romero sin första match från start, en Uefa Europa Conference League kvalmatch mot Paços de Ferreira, som slutade med en 1–0 förlust.

## Statistik

### Klubbstatistik
Antal matcher och mål är korrekt per den 6 oktober 2024
| Klubb                   | Säsong        | Inhemsk liga     | Inhemsk liga | Inhemsk liga | Nationell cup | Nationell cup | Ligacup | Ligacup | Internat. täv. | Internat. täv. | Total | Total |
| Klubb                   | Säsong        | Serie            | SM           | Mål          | SM            | Mål           | SM      | Mål     | SM             | Mål            | SM    | Mål   |
| ----------------------- | ------------- | ---------------- | ------------ | ------------ | ------------- | ------------- | ------- | ------- | -------------- | -------------- | ----- | ----- |
| Belgrano                | 2016/2017     | Primera División | 13           | 0            | 0             | 0             | —       | —       | 2              | 0              | 15    | 0     |
| Belgrano                | 2017/2018     | Primera División | 3            | 0            | 1             | 0             | —       | —       | 0              | 0              | 4     | 0     |
| Belgrano                | Total         | Total            | 16           | 0            | 1             | 0             | —       | —       | 2              | 0              | 19    | 0     |
| Genoa                   | 2018/2019     | Serie A          | 27           | 2            | 0             | 0             | —       | —       | —              | —              | 27    | 2     |
| Genoa (lån)             | 2019/2020     | Serie A          | 30           | 1            | 3             | 0             | —       | —       | —              | —              | 33    | 1     |
| Genoa (lån)             | Total         | Total            | 57           | 3            | 3             | 0             | —       | —       | —              | —              | 60    | 3     |
| Atalanta (lån)          | 2020/2021     | Serie A          | 31           | 2            | 4             | 0             | —       | —       | 7              | 1              | 42    | 3     |
| Tottenham Hotspur (lån) | 2021/2022     | Premier League   | 22           | 1            | 2             | 0             | 2       | 0       | 4              | 0              | 30    | 1     |
| Tottenham Hotspur       | 2022/2023     | Premier League   | 27           | 0            | 0             | 0             | 0       | 0       | 7              | 0              | 34    | 0     |
| Tottenham Hotspur       | 2023–2024     | Premier League   | 33           | 5            | 1             | 0             | 0       | 0       | —              | —              | 34    | 5     |
| Tottenham Hotspur       | 2024–2025     | Premier League   | 7            | 1            | 0             | 0             | 0       | 0       | 1              | 0              | 8     | 1     |
| Tottenham Hotspur       | Total         | Total            | 89           | 7            | 3             | 0             | 2       | 0       | 12             | 0              | 106   | 7     |
| Karriär total           | Karriär total | Karriär total    | 193          | 12           | 11            | 0             | 2       | 0       | 21             | 1              | 227   | 13    |

1. ↑  Inkluderar Copa Argentina, Copa Italia, FA-cupen
2. ↑  Inkluderar Engelska Ligacupen
3. ↑  Matcher i Copa Sudamericana
4. 1 2  Matcher i UEFA Champions League
5. ↑  Matcher i UEFA Europa Conference League
6. ↑  Matcher i UEFA Europa League